# Lathrobium
Lathrobium ist eine Gattung der Käfer aus der Familie der Kurzflügler (Staphylinidae) innerhalb der Unterfamilie Paederinae. Sie kommt in Europa mit 92 Arten und Unterarten vor, 37 sind auch in Mitteleuropa heimisch.

## Merkmale
Die Käfer haben einen langgestreckten und häufig gewölbten Körper mit parallelen Seitenrändern. Kopf und Halsschild sind punktförmig strukturiert, der Halsschild ist vorne abgerundet und hat eine punktfreie Längsfläche. Die Deckflügel sind ungleichmäßig punktiert, selten befinden sich auf ihnen enge, gereihte Punktlinien. Das letzte Glied der Kiefertaster ist sehr klein, spitz zulaufend um am Ende gekrümmt. Das erste Tarsenglied der Hinterbeine ist nicht verlängert, die Schienen (Tibien) der mittleren Beine sind am Außenrand mit einzelnen langen Haaren versehen. Viele der einzelnen Arten sind nur sehr schwer anhand äußerer Merkmale zu unterscheiden, man kann jedoch die Männchen anhand ihrer Genitalien Arten zuordnen.

## Vorkommen und Lebensweise
Die Tiere leben am Rand von Gewässern unter Steinen und an feuchten Orten wie unter Laub und Moos in Wäldern. Lathrobium cavicola ist eine blinde Art, die in Höhlen lebt.

## Arten (Auswahl)
- Lathrobium cavicola (H. Müller, 1856)
- Lathrobium castaneipenne Kolenati, 1846
- Lathrobium laevipenne Heer, 1839
- Lathrobium fulvipenne (Gravenhorst, 1806)
- Lathrobium rufipenne Gyllenhal, 1813